# Château-Thierry
Château-Thierry is een gemeente in Frankrijk, die in het dal van de Marne ligt, aan de rivier. Het is de onderprefectuur van het arrondissement Château-Thierry. De gemeente telde 15.068 inwoners op 1 januari 2022.

## Geografie
De oppervlakte van Château-Thierry bedroeg op 1 januari 2022 16,55 vierkante kilometer; de bevolkingsdichtheid was toen 910,5 inwoners per km².
De stad ligt aan de Marne en een deel van het centrum is gebouwd op een eiland in de rivier. Het Kasteel van Château-Thierry ligt in het centrum net ten noorden van de Marne. Hoewel het tot aan de indeling van Frankrijk in regio's van 2016 in Picardië lag, behoort Château-Thierry historisch en geografisch eerder tot de wijnstreek Champagne. De stad ligt tussen de wijngaarden van de Marne waar champagne wordt gemaakt. Er zijn een paar champagnehuizen.
Nabijgelegen gemeenten zijn tegen Château-Thierry aangegroeid.
De onderstaande kaart toont de ligging van Château-Thierry met de belangrijkste infrastructuur en aangrenzende gemeenten.

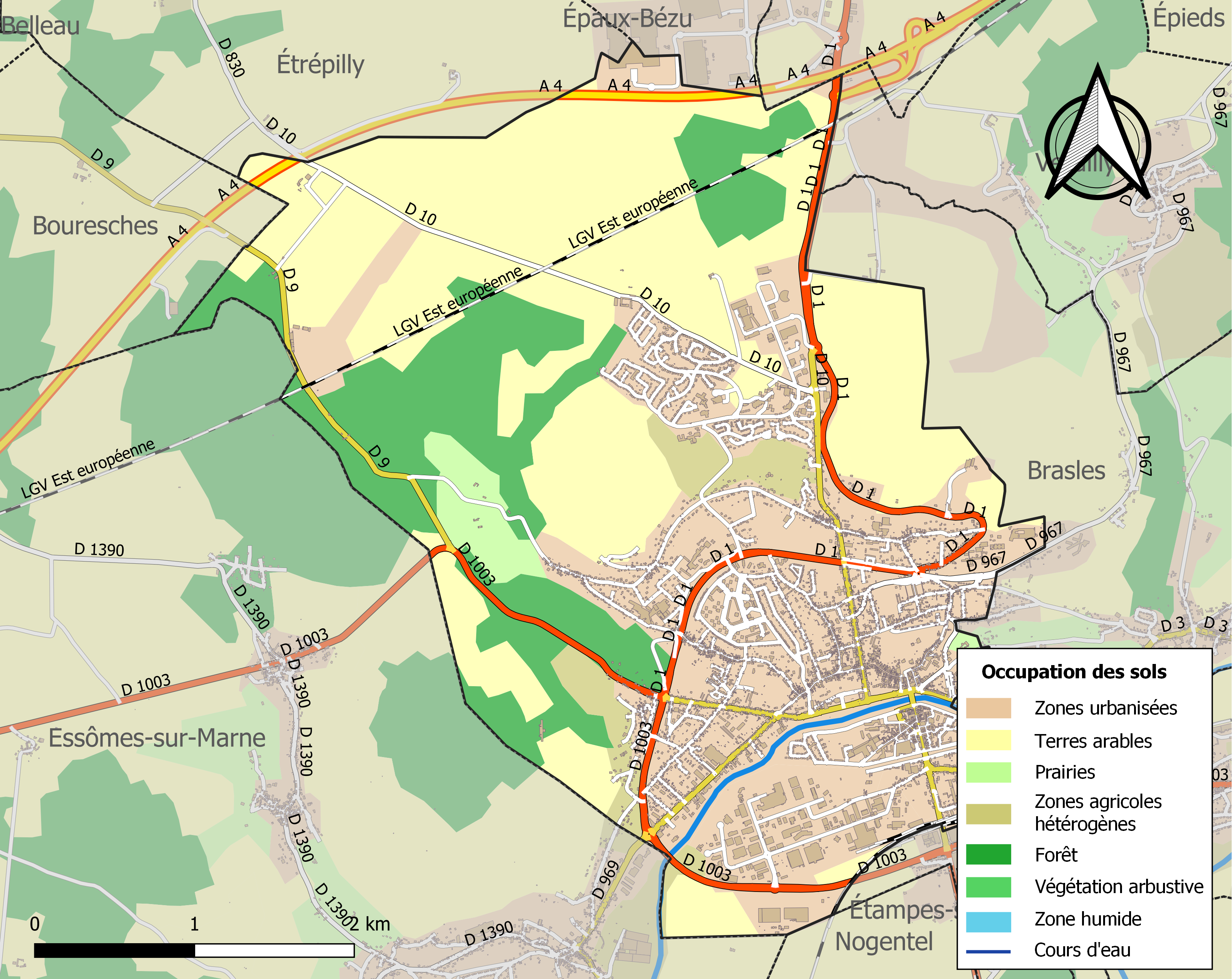

## Geschiedenis
Hoewel Château-Thierry eerder werd bewoond, in de Romeinse tijd, werd de stad in de 3e en 4e eeuw verlaten.
De oorsprong van de huidige stad gaat terug tot de burcht die de Frankische hofmeier Karel Martel rond 721 als residentie voor koning Theuderik IV liet bouwen. Theuderik IV was nog koning van de Merovingen. De burcht werd dan ook naar de koning genoemd: Castrum Theodorici (Latijn) voor "Theodoriks Burcht" of in het Frans Château-Thierry. Van de burcht zijn nog ruïnes uit die tijd over.
De stad behoorde tot aan de Franse Revolutie tot het graafschap Champagne.
In 1544 werd Château-Thierry door de soldaten van keizer Karel V veroverd en geplunderd.
Tijdens de Zesde Coalitieoorlog werd de stad op 9 februari 1814 bezet door de geallieerden tegen Napoleon. Gedurende verschillende uren werd de stad geplunderd. Voedsel, geld en waardevolle voorwerpen werden ingepikt. Russische kozakken dwongen de mannelijke inwoners om blootvoets en soms geheel naakt door de stad te paraderen. De vrouwen werden verkracht.
Tijdens de Eerste Wereldoorlog was de stad een belangrijk strijdtoneel tijdens de Tweede Slag bij de Marne, toen de Duitse troepen in juli 1918 in deze buurt de Marne bereikten en wisten over te steken. Ze werden voornamelijk door Amerikaanse legers teruggedreven. Na de oorlog werd op een hoogte boven de stad een groot monument voor de Amerikaanse strijdkrachten gebouwd.

## Demografie
Onderstaande figuur toont het verloop van het inwonertal, bron: INSEE-tellingen. 

Vanwege een beveiligingsprobleem met de MediaWiki Graph-software is het momenteel niet mogelijk deze grafiek weer te geven. Zodra de software is bijgewerkt zal de grafiek vanzelf weer zichtbaar worden.

## Inwoners
De inwoners van Château-Thierry worden Castrothéodoriciens genoemd, afgeleid van de Latijnse naam Castrum Theodorici.
Theuderik IV, koning der Franken, en Frans van Anjou zijn er overleden.
Château-Thierry is de geboortestad van de beroemde fabeldichter Jean de La Fontaine (1621-1695). Zijn geboortehuis is een historisch monument en herbergt nu een museum.
De familie van de Vlaamse schrijver Johan Daisne, die eigenlijk Herman Thierry heette, was afkomstig van Château-Thierry. Johan Daisne leidde daarom zijn pseudoniem "d' Aisne" af naar het departement waar Château-Thierry ligt.

## Afbeeldingen

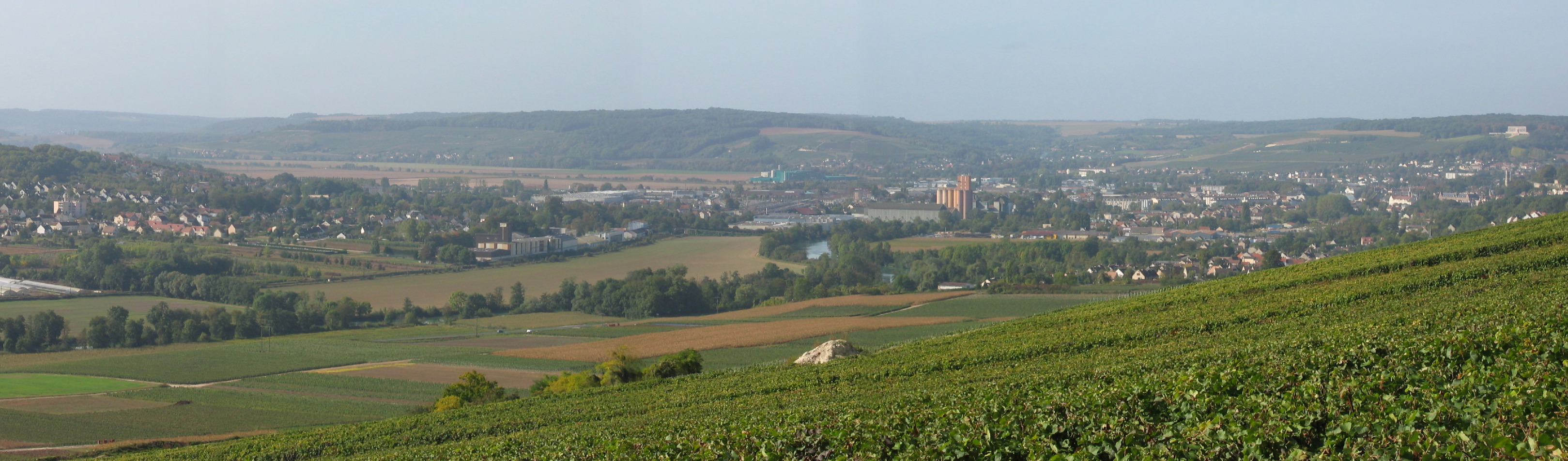
Panorama
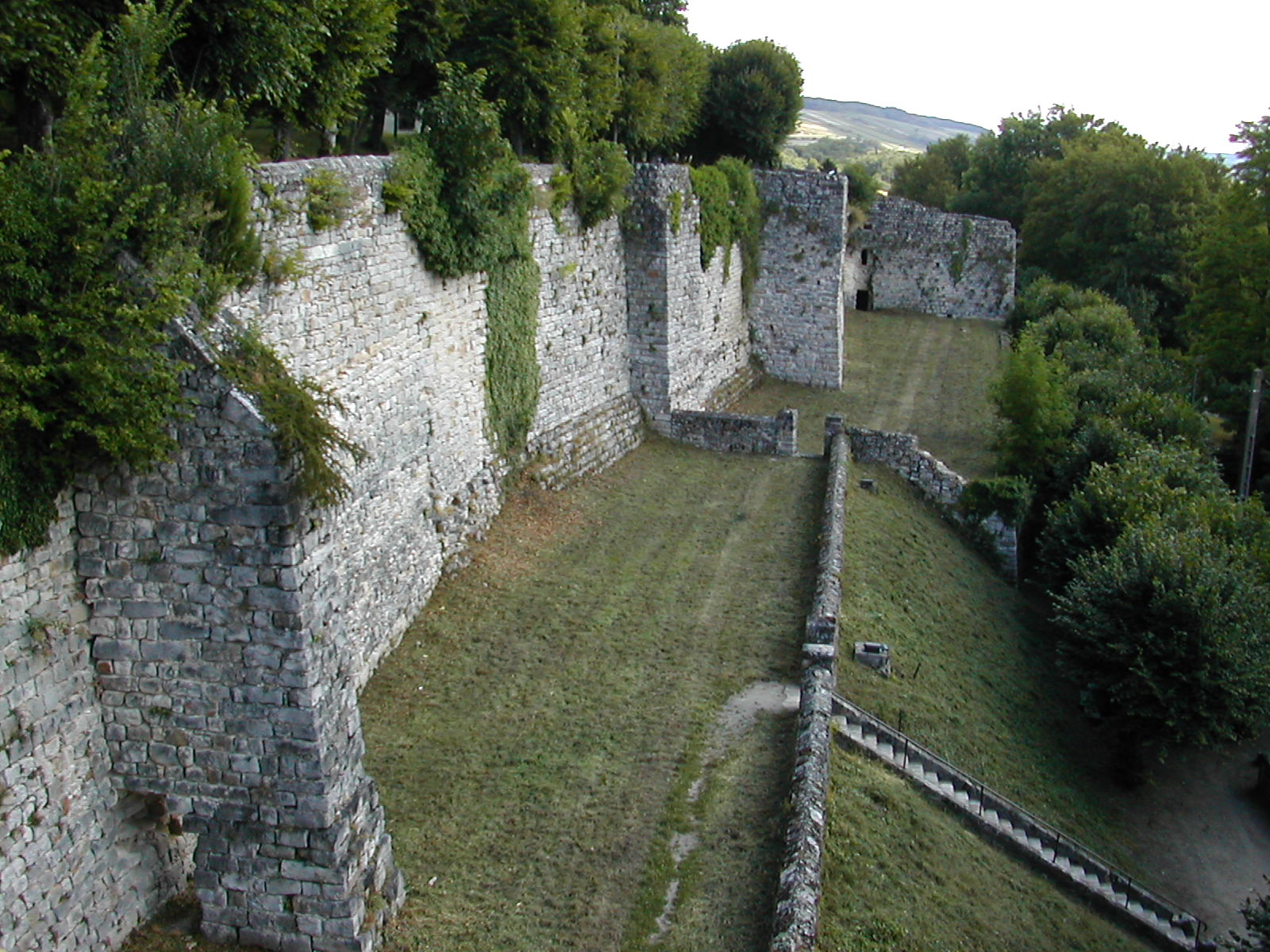
Kasteel
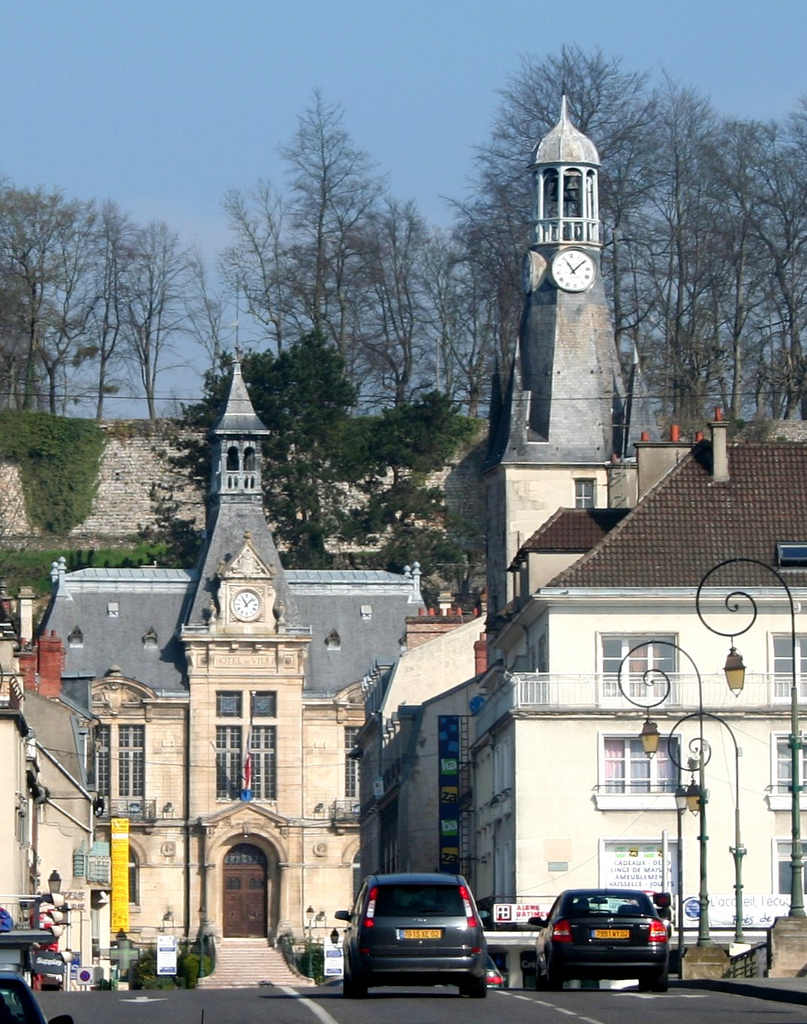
Gemeentehuis en Tour Balhan
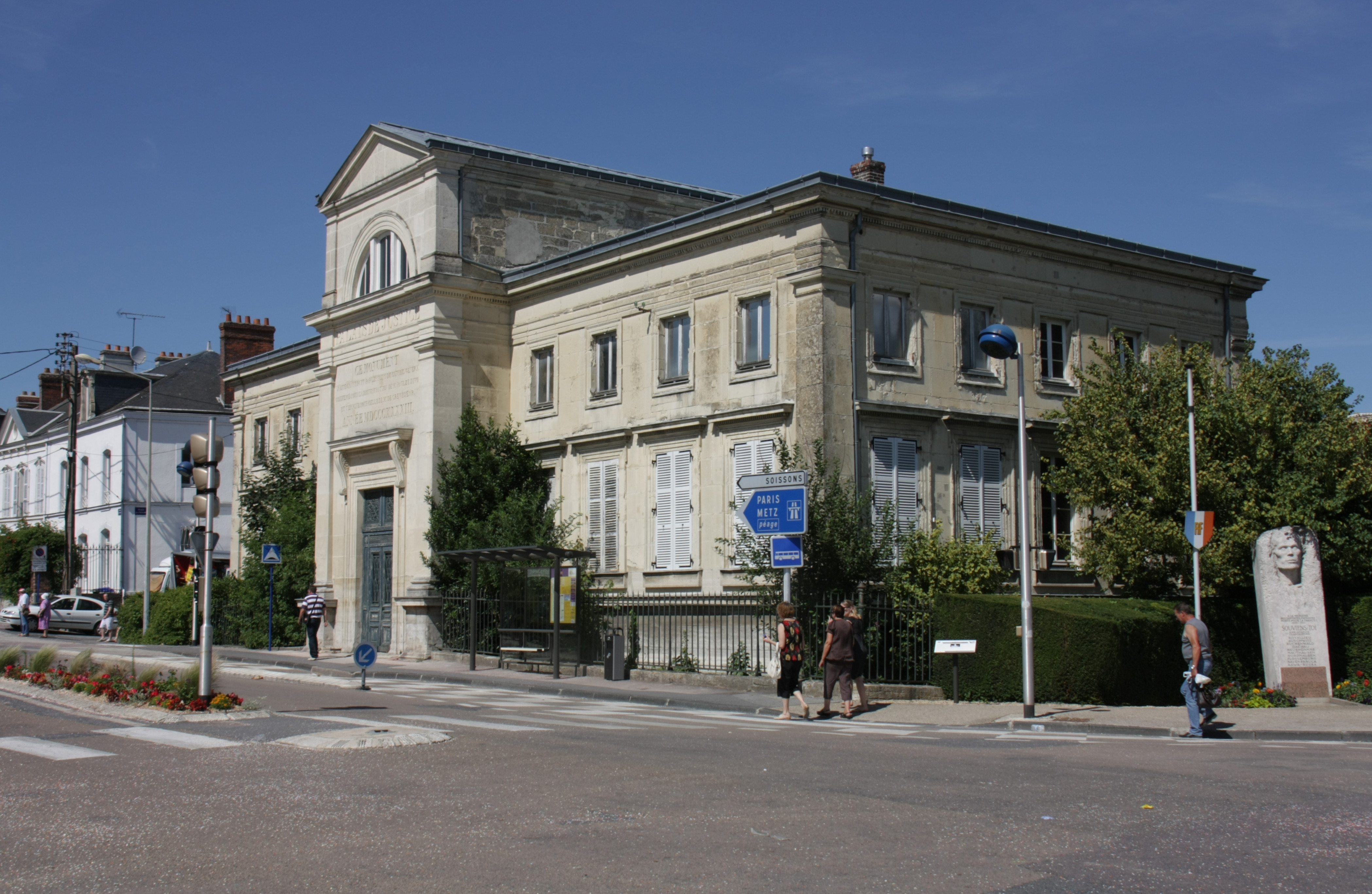
Gerechtsgebouw